# Casuaria
Casuaria é um gênero de mariposa pertencente à família Crambidae.